# آلسیو اینوسنتی
آلسیو اینوسنتی (انگلیسی: Alessio Innocenti؛ زادهٔ ۴ فوریهٔ ۱۹۹۳) بازیکن فوتبال اهل آرژانتین است.
از باشگاه‌هایی که در آن بازی کرده‌است می‌توان به باشگاه فوتبال گوریتسا، باشگاه فوتبال آ.ث. میلان، باشگاه فوتبال استودیانتس، و باشگاه فوتبال پرو ورچلی اشاره کرد.